# 大分県立玖珠農業高等学校
大分県立玖珠農業高等学校（おおいたけんりつ くすのうぎょうこうとうがっこう）は、大分県玖珠郡玖珠町に所在した公立の農業高等学校。

## 設置学科
- 生物生産科
- 食品化学科

## 所在地
- 〒879-4403 大分県玖珠郡玖珠町大字帆足160

## 沿革
2008年（平成20年）8月27日に大分県教育委員会が公表した2010 - 2014年度の高校改革推進計画（高校改革推進計画）においては、同校と森高校とを統合し、新たな高校を本校の敷地に設けることとされた。
新設校は2015年（平成27年）4月に開校し、総合選択制を導入。普通科3学級と地域産業科1学級が設けられた。新設校の名称は、「玖珠美山」、「玖珠」、「玖珠未来」の3案の中から2014年7月29日に大分県教育委員会によって大分県立玖珠美山高等学校が選定された。
新設校の開校に伴い、同校は2015年3月24日を以て閉校した。卒業生の総数は約1万2千人に上る。2014年度末の本校及び大分県立山香農業高等学校の閉校に伴い、大分県内から独立した農業高校は姿を消した。

### 年表
- 1911年（明治44年） - 玖珠郡立実業学校として開校。
- 1923年（大正12年） - 玖珠農学校に改称。
- 1927年（昭和2年） - 大分県立玖珠農学校に改称。
- 1947年（昭和22年） - 男女共学化。
- 1948年（昭和23年） - 森高等女学校との合併により大分県立玖珠高等学校が発足。
- 1951年（昭和26年） - 農業課程以外が大分県立森高等学校として分離。
- 1953年（昭和28年） - 大分県立玖珠農業高等学校に改称。
- 2015年（平成27年）3月24日 - 閉校式挙行。